# Fairview (Texas)
Fairview város az USA Texas államában, Collin megyében. Lakosainak száma 10 372 fő (2020. április 1.).

## Népesség
A település népességének változása:

| 2010 | 7 248  |
| 2020 | 10 372 |